# 奧地利的瑪麗亞·約瑟法 (1751-1767)
奧地利的瑪麗亞·約瑟法（德語：Maria Josepha von Österreich，1751年3月19日—1767年10月15日），奧地利女大公瑪麗亞·特蕾莎的第八女（第一、三女夭折，形同第六女）。
1767年，瑪麗亞·約瑟法的母親安排了她與那不勒斯和西西里國王費迪南多四世和三世的婚姻。然而，就在她準備啟程前往義大利時，瑪麗亞·約瑟法染上天花去世，年僅16歲。